# Marie Bendig

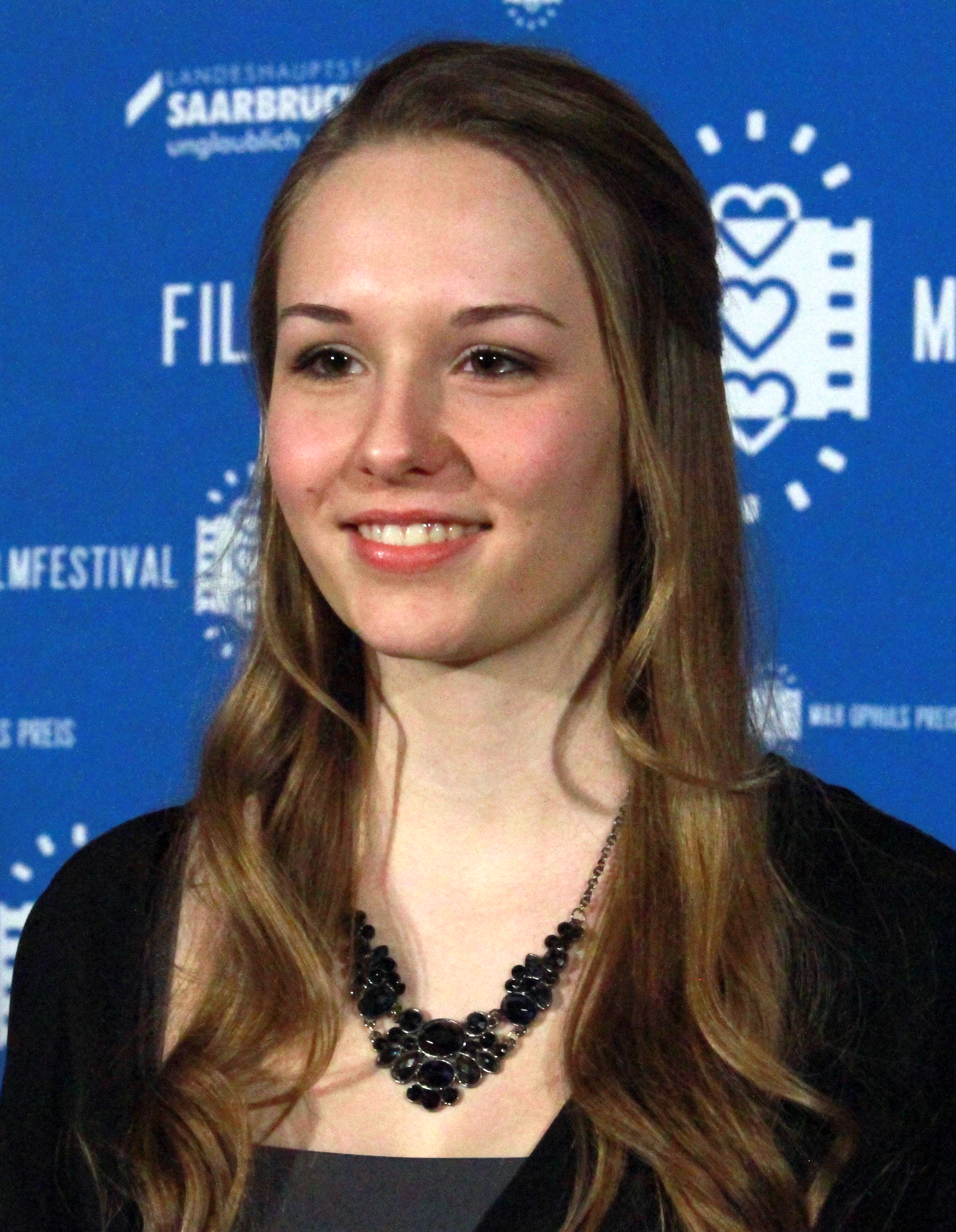
Marie Bendig beim Filmfestival Max Ophüls Preis 2015

Marie Bendig (* 15. April 1997) ist eine deutsche Schauspielerin.

## Leben
Marie Bendig besuchte das Käthe-Kollwitz-Gymnasium in Wesseling. Nach ersten Erfahrungen mit Schultheaterstücken trat sie am Phoenix-Theater Wesseling und Brotfabrik Bonn auf. 2009 spielte sie die Hauptrolle in Ronja Räubertochter am Jungen Theater Bonn. Weitere Rollen am Jungen Theater Bonn folgten: Naomi in Geheime Freunde, Kantorka in Krabat und Lea in Wenn ich Du wär.
2012 debütierte Marie Bendig als Filmschauspielerin in Thomas Nennstiels Fernsehkomödie Idiotentest. Ab dem Folgejahr hatte sie mehrere Gastauftritte in Fernsehserien wie SOKO Köln und Alarm für Cobra 11 – Die Autobahnpolizei. In der ZDF-Krimireihe Helen Dorn übernahm sie 2014 die wiederkehrende Rolle der Nina Georgi. In Sebastian Kos Thriller Wir Monster, der im Januar 2015 auf dem Filmfestival Max Ophüls Preis uraufgeführt wurde, spielte Bendig die Charlie Kutzcinsky.
2015 spielte sie im Rahmen des Comedy-Formats Comedy Rocket die Hauptrolle in der Episode „Das erste Mal“, die alleine auf Facebook und Youtube über 18 Millionen Mal abgerufen wurde.

## Filmografie
- 2012: Idiotentest (Fernsehfilm)
- 2013: Danni Lowinski (Fernsehserie, Folge Zu dumm)
- 2013: SOKO Köln (Fernsehserie, Folge Der Kinderzimmermillionär)
- 2013: Ein Fall für die Anrheiner (Fernsehserie, Folge Von Müttern und Töchtern)
- 2014–2015: Helen-Dorn-Reihe
  - 2014: Das dritte Mädchen
  - 2014: Unter Kontrolle
  - 2015: Der Pakt
- 2014: Alarm für Cobra 11 – Die Autobahnpolizei (Fernsehserie, Folge Die Geisel)
- 2014: Der Bergdoktor (Fernsehserie, Folge In der Falle)
- 2014: Kückückskind (Fernsehfilm)
- 2015: Wir Monster
- 2015: Heldt (Fernsehserie, Folge Junkie)
- 2015: Rentnercops (Fernsehserie, Folge Das Würfelspiel)
- 2015: Comedy Rocket
- 2016: Vengeance (Kurzfilm)
- 2016: Tatort – Kartenhaus (Fernsehreihe)
- 2016: Morgen hör ich auf (Fernsehserie, 3 Folgen)
- 2016: Der Staatsanwalt (Fernsehserie, Folge Tödliche Fürsorge)
- 2016: Morden im Norden (Fernsehserie, Folge Im Netz)
- 2017: Tatort – Söhne und Väter
- 2017: SOKO Wismar (Fernsehserie, Folge Tödlich frisch)
- 2017: In aller Freundschaft – Die jungen Ärzte (Fernsehserie, Folge Helfen – oder lassen?)
- 2018: Bist du glücklich? (Fernsehfilm)